# قطعنامه ۲۰۳۳ شورای امنیت
قطعنامه ۲۰۳۳ شورای امنیت سازمان ملل متحد که در تاریخ ۱۲ ژانویه ۲۰۱۲ تصویب شد، سندی بین‌المللی دربارهٔ صلح و امنیت در آفریقا است. این قطعنامه طی نشست ۶۷۰۲ام با ۱۵ رای موافق، ۰ مخالف و ۰ ممتنع تصویب شد.